# Удіне
Удіне (італ. Udine, вен. Ùdine) — місто та муніципалітет в Італії, у регіоні Фріулі-Венеція-Джулія, столиця провінції Удіне.
Удіне розташоване на відстані близько 470 км на північ від Рима, 70 км на північний захід від Трієста. Населення — 99 518 особи.

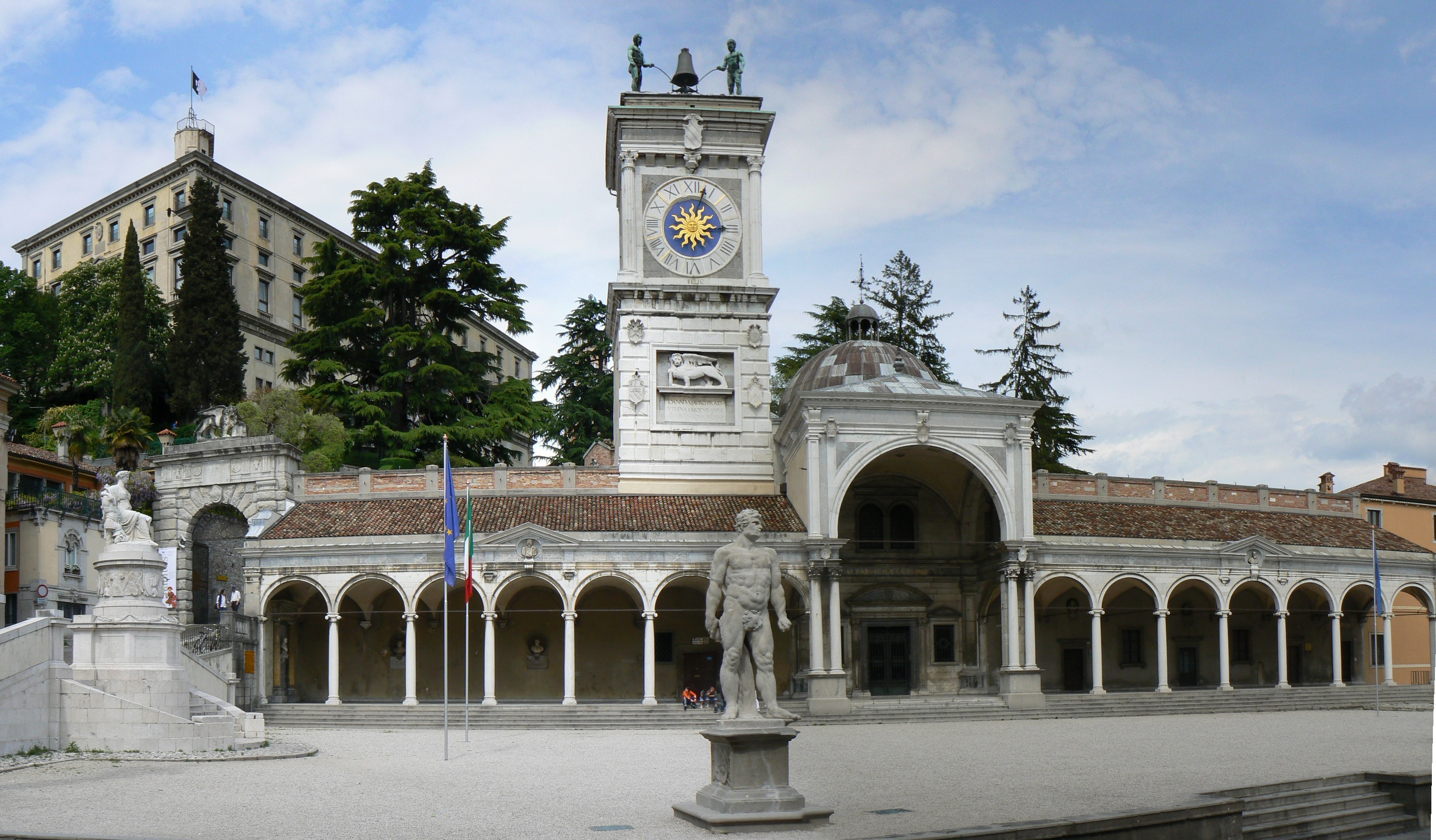

Щорічний фестиваль відбувається 12 липня. Покровитель — Santi Ermacora e Fortunato.
Завдяки щорічним відвідинам 7,6 млн людей, залізнична станція Удіне є найважливішою станцією в області Фріулі-Венеція-Джулія. Залізничні перевезення здійснюються до Венеції, Тревізо, Трієста, Джемони-дель-Фріулі, Тарвізіо, Чивідале-дель-Фріулі, Падуї, Болоньї, Риму, Верони та Мілану. Міжнародні поїзди діють до Відня та Мюнхена.
Головним футбольним клубом міста є Удінезе, заснований в 1896 році, який грає в Серії А (сезон 2017–2018). Їх домашній стадіон, Стадіо Фріулі, був місцем проведення Чемпіонат світу з футболу 1990.

## Клімат
Місто знаходиться у зоні, котра характеризується морським кліматом. Найтепліший місяць — липень із середньою температурою 22.8 °C (73 °F). Найхолодніший місяць — січень, із середньою температурою 3.3 °С (38 °F).
| Клімат Удіне            | Клімат Удіне | Клімат Удіне | Клімат Удіне | Клімат Удіне | Клімат Удіне | Клімат Удіне | Клімат Удіне | Клімат Удіне | Клімат Удіне | Клімат Удіне | Клімат Удіне | Клімат Удіне | Клімат Удіне |
| Показник                | Січ.         | Лют.         | Бер.         | Квіт.        | Трав.        | Черв.        | Лип.         | Серп.        | Вер.         | Жовт.        | Лист.        | Груд.        | Рік          |
| Абсолютний максимум, °C | 17           | 25           | 23           | 28           | 33           | 33           | 37           | 36           | 35           | 27           | 22           | 18           | 37           |
| Середній максимум, °C   | 7            | 8            | 13           | 18           | 22           | 26           | 28           | 28           | 25           | 18           | 14           | 8            | 18           |
| Середня температура, °C | 3            | 4            | 8            | 12           | 16           | 20           | 22           | 22           | 19           | 13           | 9            | 4            | 13           |
| Середній мінімум, °C    | 0            | 0            | 3            | 7            | 11           | 15           | 17           | 16           | 14           | 8            | 4            | 1            | 8            |
| Абсолютний мінімум, °C  | −10          | −9           | −7           | −2           | 0            | 6            | 9            | 8            | 5            | −2           | −5           | −7           | −10          |
| Норма опадів, мм        | 60           | 80           | 110          | 130          | 150          | 170          | 120          | 120          | 160          | 170          | 120          | 90           | 1530         |
| Днів з дощем            | 7            | 8            | 7            | 8            | 9            | 9            | 9            | 9            | 9            | 10           | 9            | 9            | 103          |
| Вологість повітря, %    | 70           | 69           | 68           | 65           | 69           | 66           | 64           | 65           | 68           | 70           | 73           | 73           | 68           |
| ----------------------- | ------------ | ------------ | ------------ | ------------ | ------------ | ------------ | ------------ | ------------ | ------------ | ------------ | ------------ | ------------ | ------------ |
| Джерело: Weatherbase    |              |              |              |              |              |              |              |              |              |              |              |              |              |

## Демографія
Населення за роками:

Станом на 1 січня 2023 року в муніципалітеті офіційно проживало 14 386 іноземців з 133 країн, серед них 3236 громадян країн Євросоюзу та 1261 громадянин України.

## Уродженці
- Лоріс Домініссіні (*1961 — †2021) — італійський футболіст, півзахисник, згодом — футбольний тренер.

- Альфредо Фоні (* 1911 — †1985) — італійський футболіст, захисник, згодом — футбольний тренер.
- Афро Басалделлі (* 1912 — †1976) — італійський маляр
- Бруно Кіццо (* 1916 — †1969) — італійський футболіст, півзахисник
- Серджо Маненте (*1924 — †1993) — італійський футболіст, захисник, згодом — футбольний тренер
- Лаура Манчінеллі (1933—2016) — італійська письменниця, лінгвістка і медієвістка.
- Джузеппе Вірджилі (*1935 — †2016) — італійський футболіст, нападник, згодом — футбольний тренер
- Франческо Янич (*1937) — італійський футболіст, захисник, згодом — спортивний функціонер
- Даліла ді Ладзаро (* 1953) — італійська кіноактриса, модель, співачка і письменниця.
- Луїджі Де Агостіні (* 1961) — італійський футболіст, захисник

- Джіроламо Далла Каза (XVI ст. — 1601) — пізньоренесансовий композитор, дудар, керівник духової секції музичної капели Базиліки Сан Марко у Венеції

## Сусідні муніципалітети
- Кампоформідо
- Мартіньякко
- Паньякко
- Пазіан-ді-Прато
- Павія-ді-Удіне
- Поволетто
- Поццуоло-дель-Фріулі
- Прадамано
- Реана-дель-Рояле
- Реманцакко
- Таваньякко

## Галерея зображень

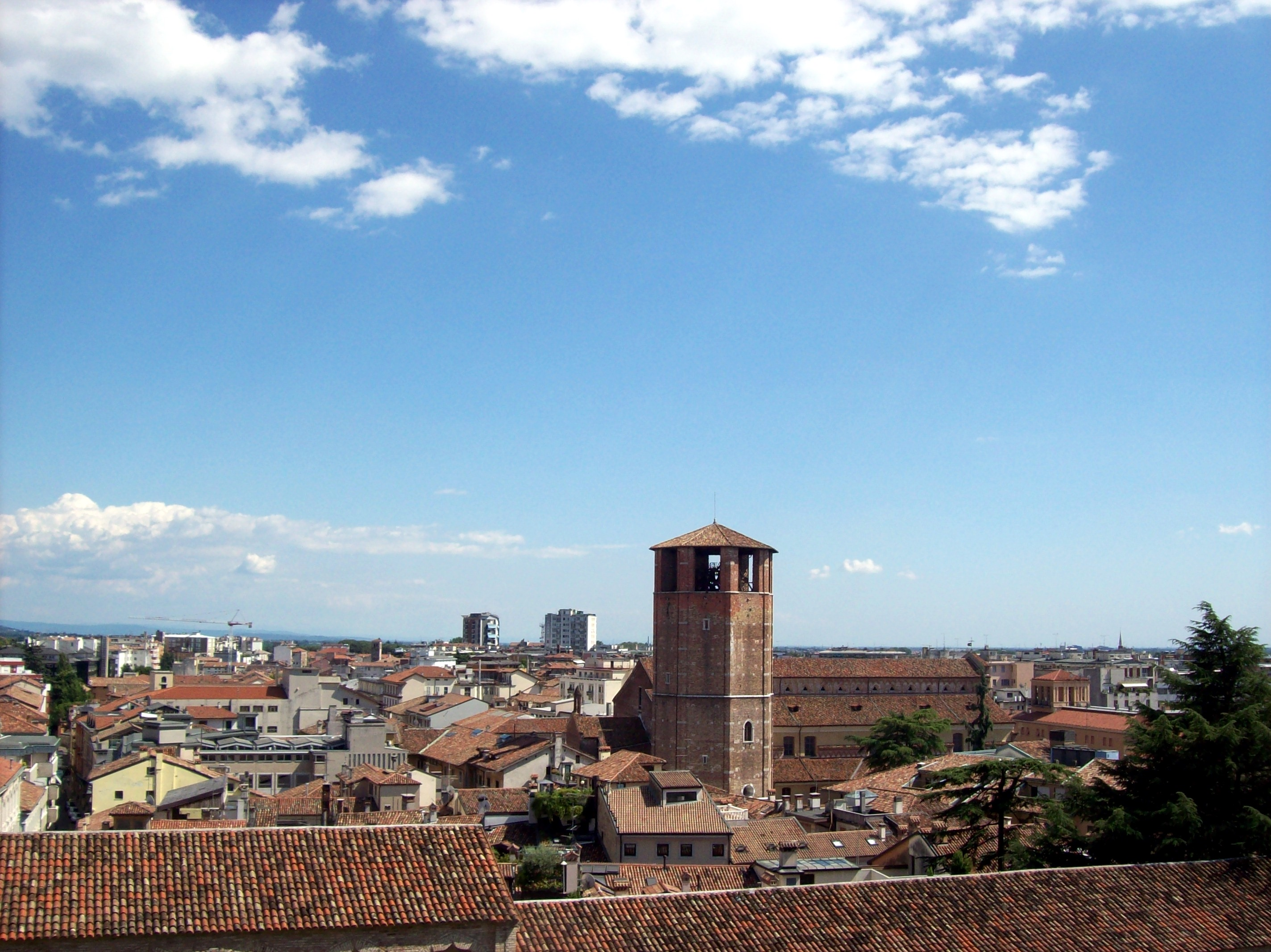
Vista dal Castello con il campanile del Duomo
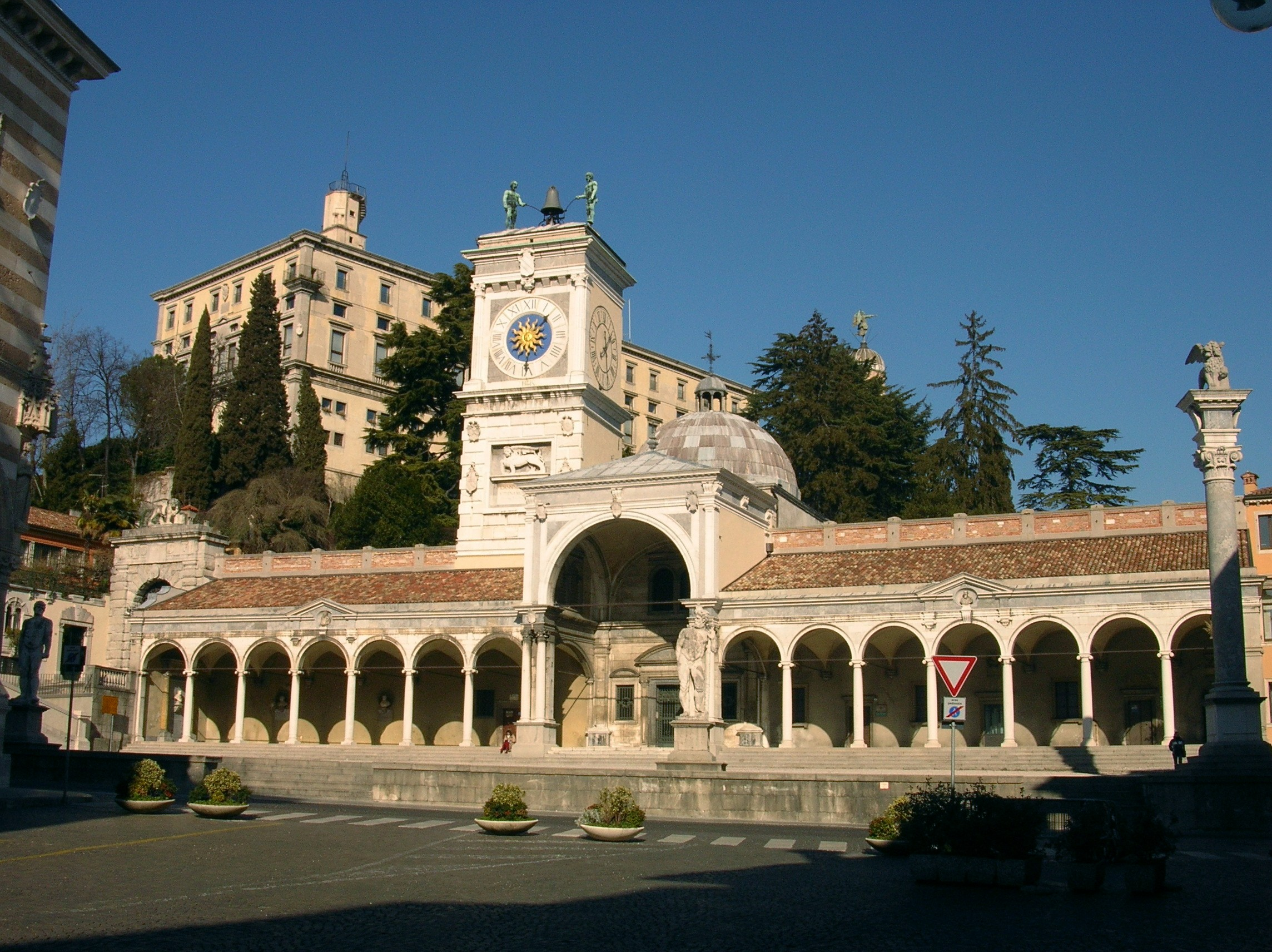
Veduta di piazza Libertà, sullo sfondo il castello
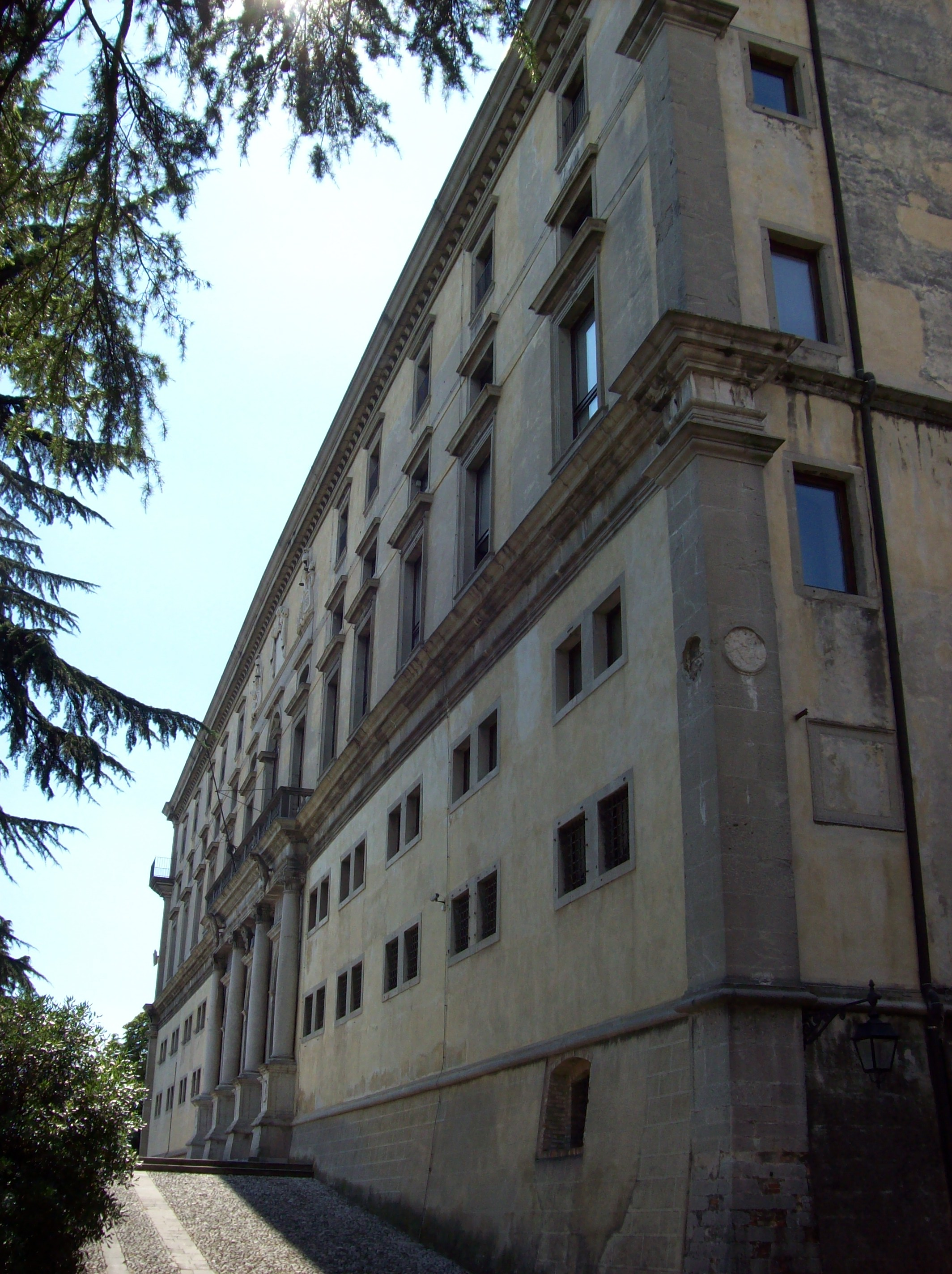
Ingresso del Castello
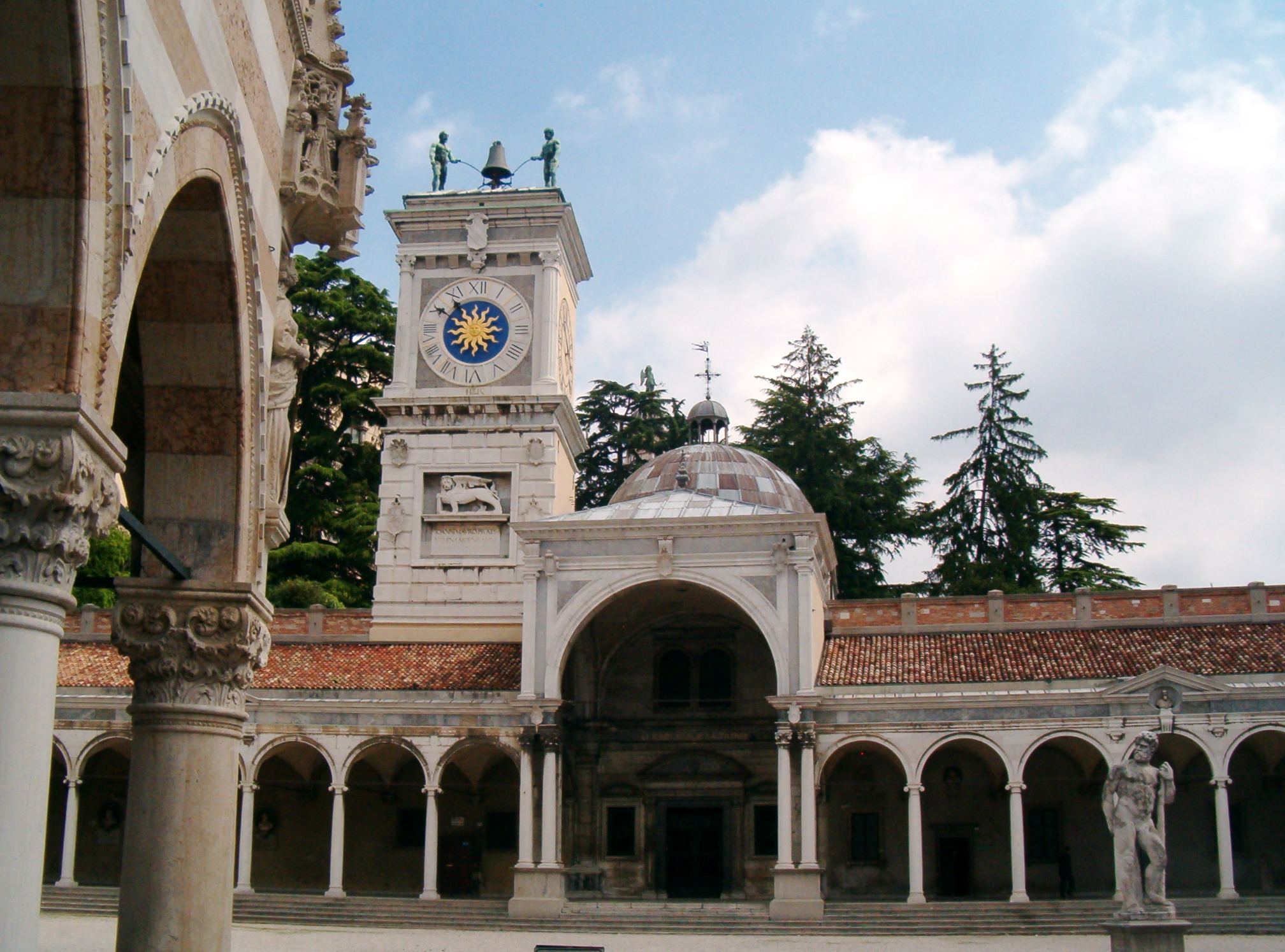
Piazza Libertà: il porticato di San Giovanni
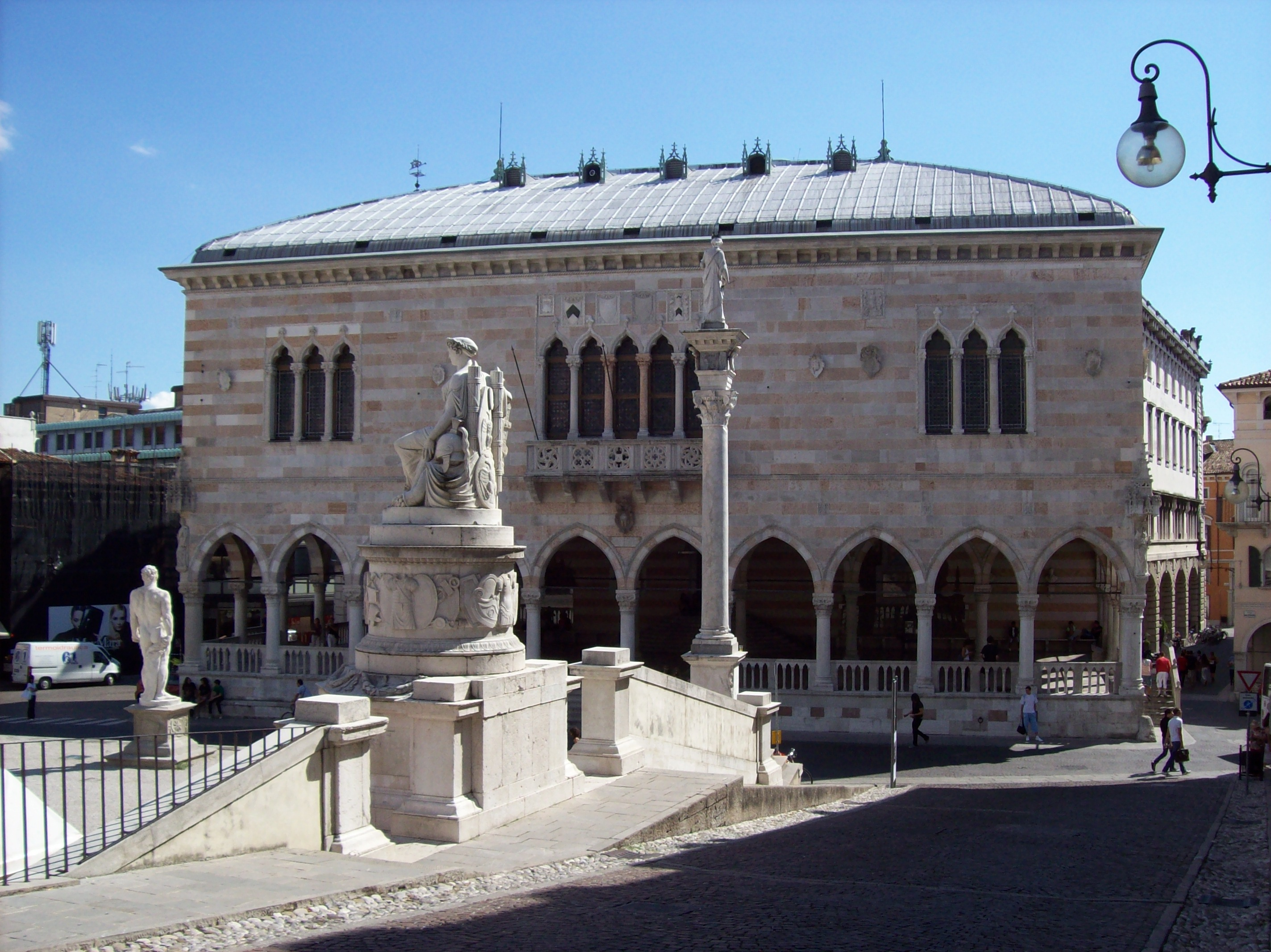
Loggia del Lionello
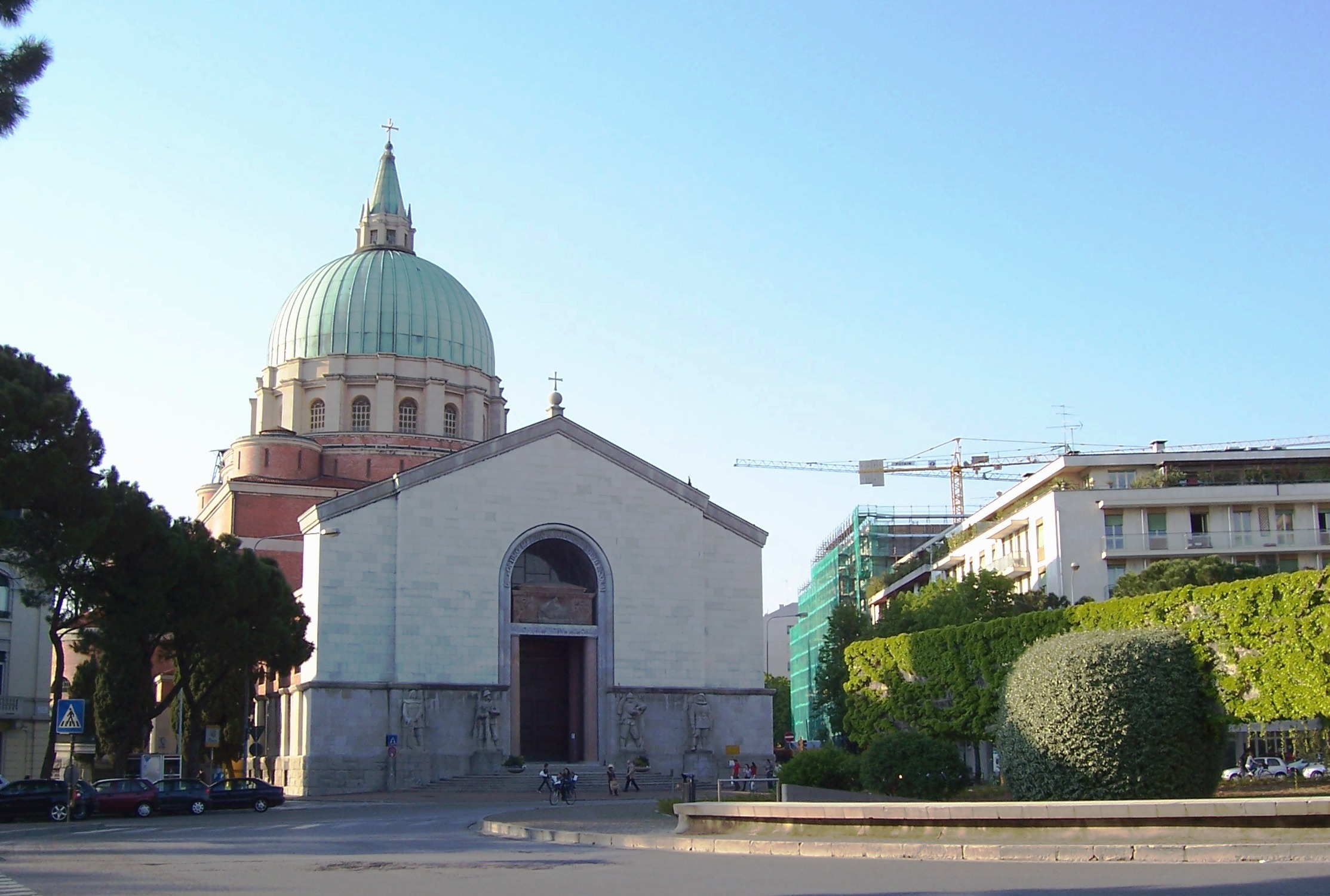
Tempio Ossario
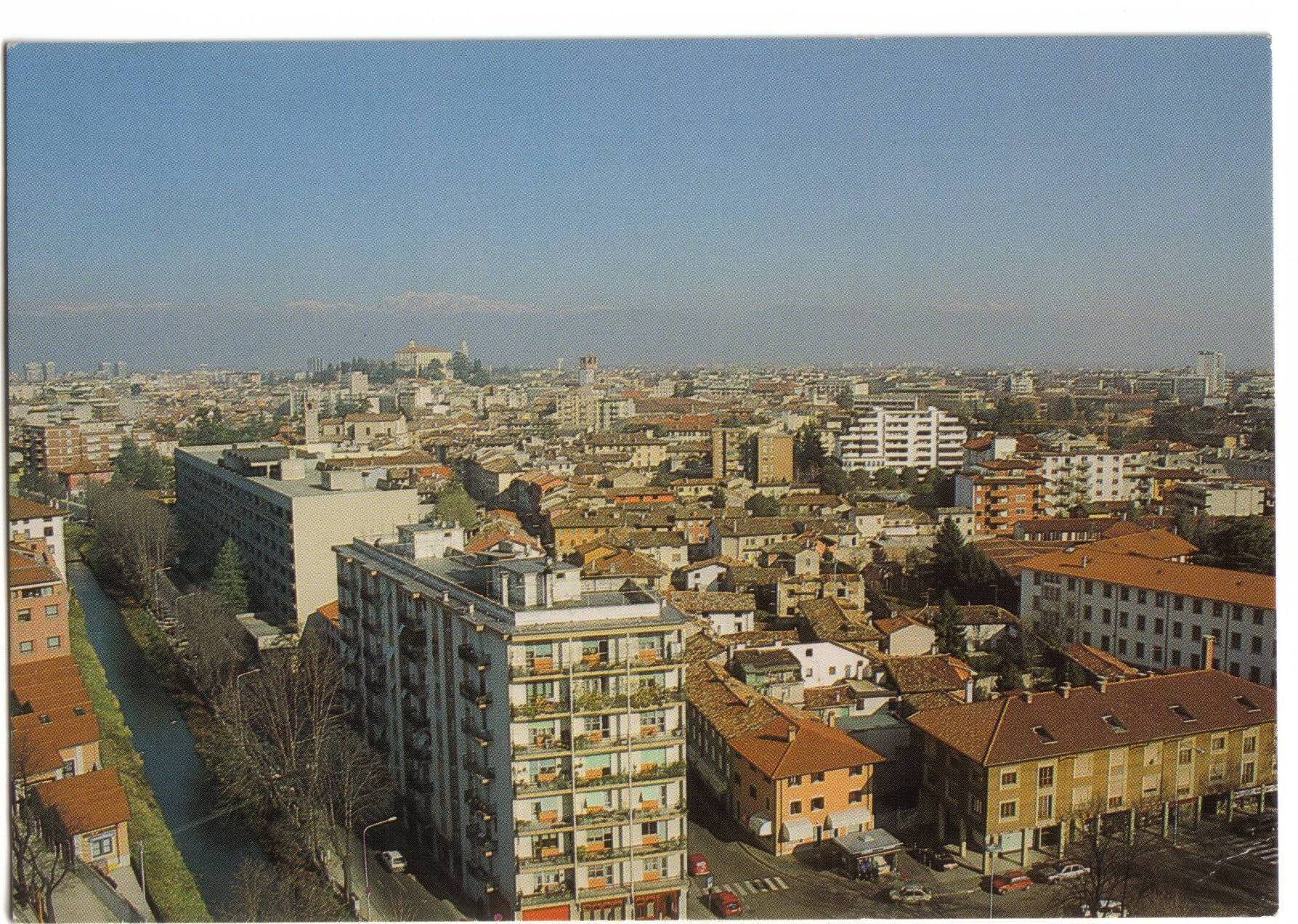
Panorama da piazzale Cella

## Виноски
1. ↑  Фізичні відстані та напрямки розраховані за координатами муніципалітетів
2. ↑  Statistiche demografiche ISTAT. demo.istat.it. Архів оригіналу за 30 червня 2019. Процитовано 18 березня 2019. [Архівовано 2019-06-30 у Wayback Machine.]
3. ↑  Клімат Удіне
4. ↑  Наведено за італійською вікіпедією (30.05.2024).
5. ↑  Resident population by sex, municipality and citizenship [Постійне населення за статтю, муніципалітетом і громадянством] (англ.) . ISTAT. Процитовано 12 червня 2024.
6. ↑  База даних малих космічних тіл JPL: Удіне (англ.) .

| Італія | Це незавершена стаття з географії Італії. Ви можете допомогти проєкту, виправивши або дописавши її. |